# باريس ديزني لاند
ديزني لاند ريزورت باريس (بالإنجليزية: Disneyland Resort Paris) أو يورو ديزني هي أكبر مجمع للألعاب الترفيهية في أوروبا. يصلح للصغار والكبار على حد سواء. وتقع في باريس، فرنسا على بعد 32 كيلومتر فقط من مركز باريس في منطقة تسمى بـ مارني لا فالي " Marne-la-Vallée "، ويضم منتج ديزني لاند باريس حديقتي ملاهي بالإضافة إلى سبعة فنادق تملكها شركة ديزني. تم افتتاحها في 12 أبريل 1992، وكانت ثاني حديقة ديزني تفتح خارج الولايات المتحدة بعد طوكيو ديزني لاند. يزورها مئات الآلاف من السياح سنويًا حيث يجدون فيها ملاهي متنوعة مسلية للكبار والصغار : مراجيح ومنزلقات ثعبانية ومائية، وسباق سيارات صغيرة للكبار والصغار يقضون فيها يومًا أو يومين يستمتع الآباء مع أبنائهم بالجو الجميل ومباني خيالية من الأساطير والتوزيع الفني المعماري والحدائق الخضراء والأزهار في جو يعمه الفرح والسرور.

## ساعات الزيارة
ساعات زيارة ديزني لاند باريس تتغير خلال أشهر السنة، بشكل عام ديزني لاند بارك مفتوح يوميا من الساعة العشرة صباحًا حتى السابعة مساء. في أيام السبت والأحد تمتد ساعات الزيارة في ديزني لاند بارك حتى العاشرة ليلًا، وعادة يكثر الزوار في هذه الأيام؛ لأنها أيام العطلة الأسبوعية في باريس.

## أقسام المنتجع
الـمنتجع ينقسم إلى 5 أقسام
كل قسم له theme خاص بألعابه وأسواقه ومطاعمه :

### main street usa
شارع الولايات المتحدة الرئيسي، الذي يجسد الشكل الذي كانت عليه المدن الأميركية الصغيرة
حيث تجد المباني الخشبية الصغيرة المتراصة على جانبي الطريق والمحلات المتنوعة.
و يوجد فيه :

### Fantasyland
وتجد فيها منزل بينوكيو، والجميلة النائمة وسنو وايت، وأيضًا عرض It’s a small world
الذي يجسد العالم.

### discovrylandland
وهي أرض الاكتشافات التي تتيح لك السفر عبر الزمن والفضاء.

### adventureland
نجد فيها القراصنة والمهربين والكابتن هوك وعائلة وبايرت أوف ذو كاريبيان، وسوف تقومون بعملية مطاردة سريعة في الماء على متن عربات تتحرك ضمن سكة لولبية تلتف 360 درجة.

### frontireland
نتعرف فيه على أيام الغرب الأمريكي .

## الوصول إلى دزني لاند
أفضل طريقة للوصول هي عن طريق القطار. الوصول هو بقطار RER A للمحطة MARNE-LA-VALLEE .

## المطاعم
داخل بارك ديزني لاند هنالك العديد من المطاعم التي تقدم ساندويشات ووجبات طعام. أسعار الطعام في ديزني أكثر منها في باريس .

## وصلات خارجية
- www.disneylandparis.co.uk|الموقع الإلكتروني}}
- Euro Disney S.C.A. — Operating company of Disneyland Paris (official site)
- Site grand public
- Site institutionnel

## مراجع

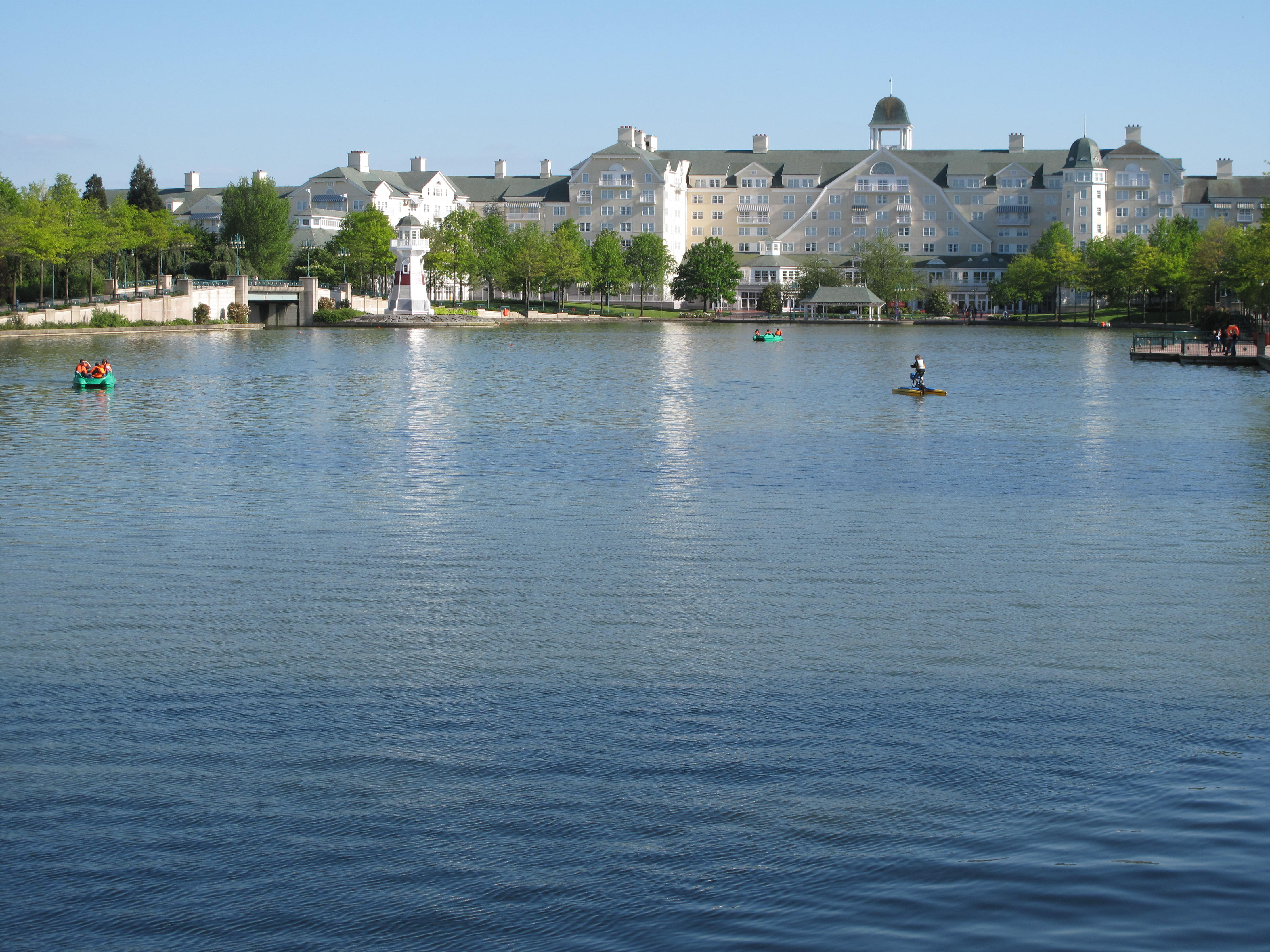
Disney's Newport Bay Club

## صور

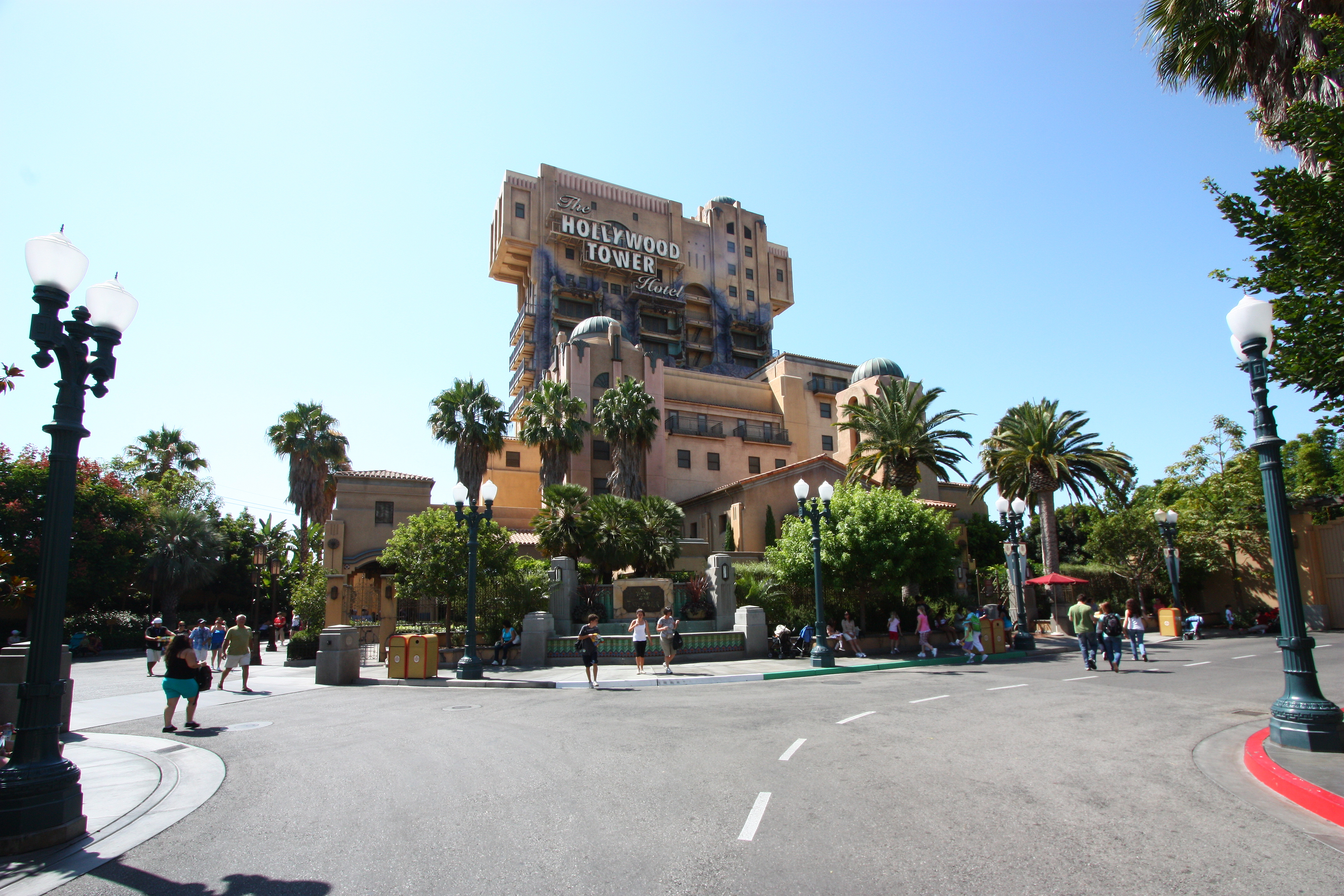
The Twilight Zone Tower of Terror
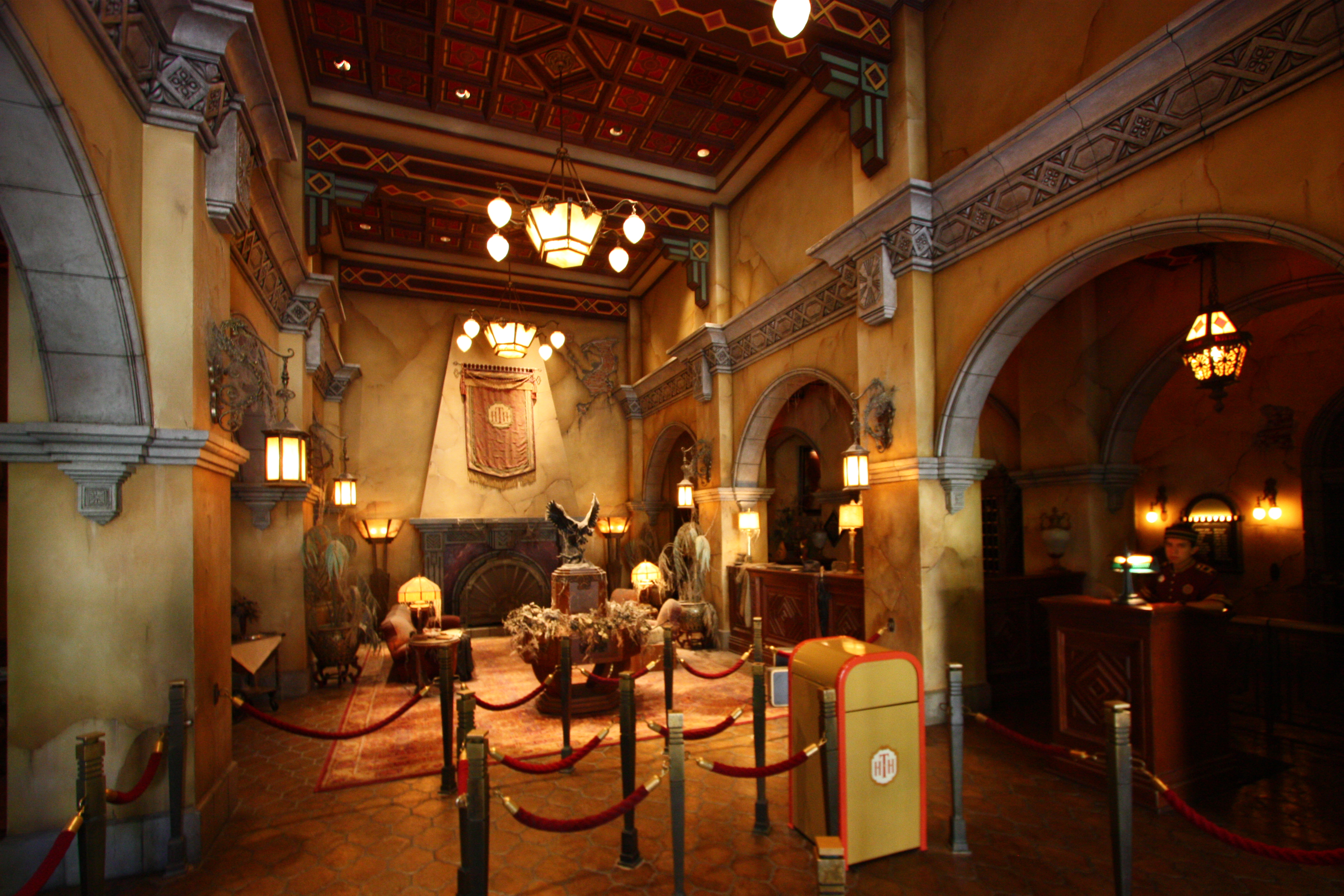
Interior of The Twilight Zone Tower of Terror queue
أحد المطاعم في ديزني لاندأحد المطاعم في ديزني لاند